# Sphaerodactylus sputator
Sphaerodactylus sputator — вид геконоподібних ящірок родини Sphaerodactylidae. Мешкає на Карибах.

## Поширення і екологія
Sphaerodactylus sputator мешкають на островах Ангілья, Сен-Мартен, Сен-Бартелемі, Сінт-Естатіус, Сент-Кіттс і Невіс та на сусідніх острівцях, таких як Сомбреро і Дог. Вони живуть в помірно вологих тропічних лісах, серед опалого листя і заростей агави та під камінням, трапляються поблизу людських поселень.